# ワルター・ギラー

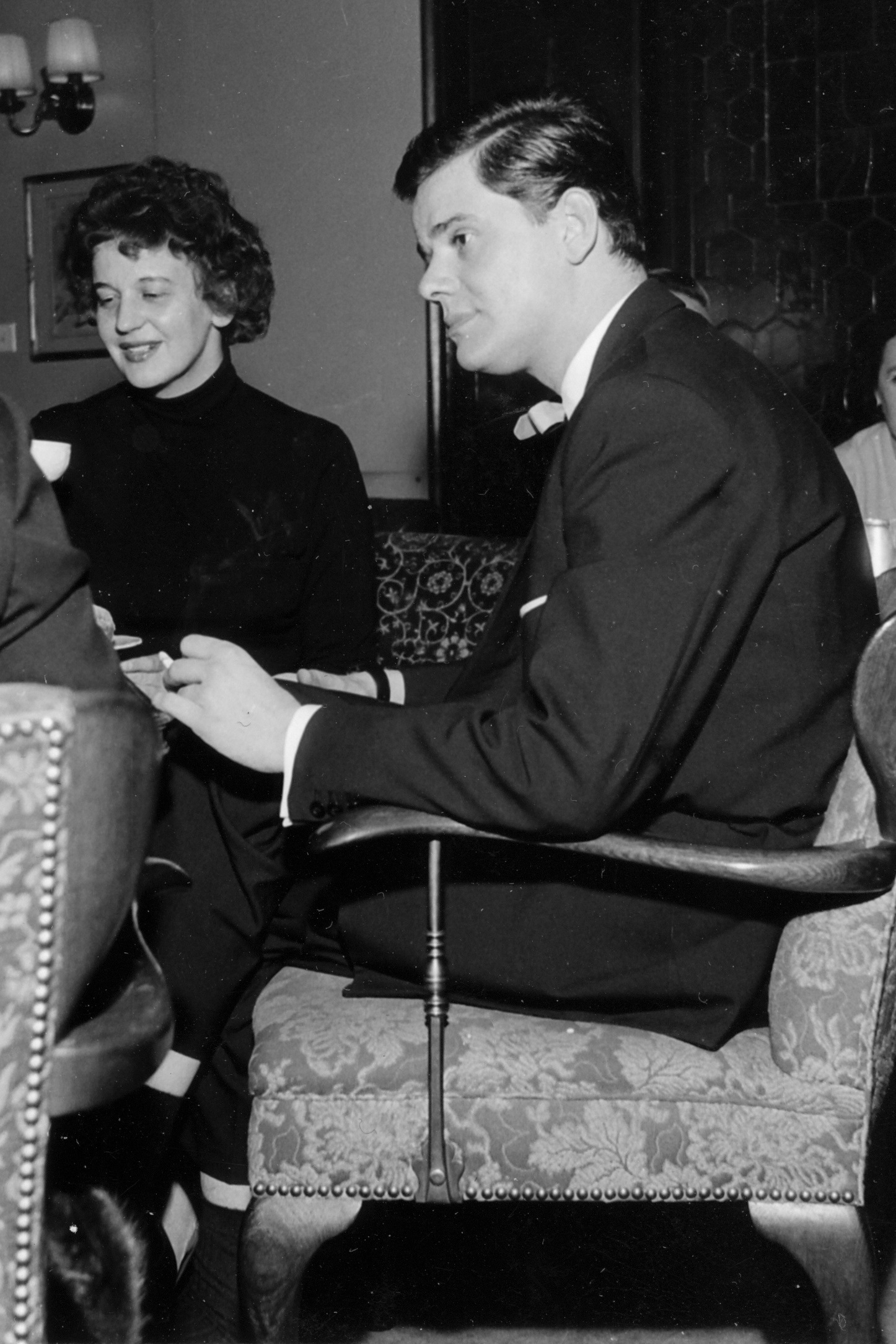
1955年

ワルター・ギラー（Walter Giller、1927年8月23日 - 2011年12月15日）は、ドイツの俳優。

## 来歴
ノルトライン＝ヴェストファーレン州のレックリングハウゼン（Recklinghausen）で小児科医の息子として生まれる。医学を学んだが俳優を志し、劇場の照明技師などを経て、1949年に映画デビュー。俳優のエデュアルト・マルクスの下でも演技を学んだ。その後、1950年代から1960年代にかけて旧西ドイツ映画界で数々の映画に出演し活躍。フランス映画、イタリア映画など外国作品への出演もある。1970年代からは主にテレビドラマを中心に出演。2009年も映画とテレビドラマに出演。
1956年に出演した旧西ドイツ映画『ケペニックの大尉』（カラー作品。英語題名は『The Captain of Kopenick』）は、第29回米国アカデミー賞外国語映画賞にノミネートされた。
1958年（昭和33年）8月15日、旧西ドイツ映画『Peter Voss, der Millionendieb』（日本未公開。カラー作品）の日本ロケのため、O・W・フィッシャー、イングリッド・アンドレら共演者とスタッフ達と総勢19人で来日。東京国際空港（羽田空港）、椿山荘、上野東照宮などでロケを行った。同8月19日、離日。
第17回カンヌ国際映画祭でフランス映画高等技術委員会賞を受賞した旧西ドイツ映画『Die Tote von Beverly Hills』（1964年。日本未公開）にも出演している。
2000年、ドイツ連邦共和国功労勲章を受章。
1956年に結婚した女優のナージャ・ティラーとはドイツ芸能界きってのおしどり夫婦だったのが有名で、2006年に結婚生活50年（金婚式。ドイツ語：Die Goldene Hochzeit）を迎えている。そして、同年に夫婦でバンビ賞の功労賞を受賞した。彼女との間に子供が2人いる。日本公開作では映画『火刑の部屋』（ジュリアン・デュヴィヴィエ監督、1962年）と映画『女と男のある限り』（1963年）の2作に夫婦で一緒に出演している。
2011年12月15日、死去。

## 主な出演映画
- 『ケペニックの大尉』　Der Hauptmann von Köpenick　（1956年）
- 『黄色い恐怖』　Geliebte Bestie　（1959年）
- 『三文オペラ』　Die Dreigroschenoper　（1962年）
- 『火刑の部屋』　La Chambre ardente　（1962年）
- 『女王蜂』　L'Ape regina　（1963年）
- 『女と男のある限り』　Das Große Liebesspiel　（1963年）
- 『ヴィエナ超特急』　Schüsse im Dreivierteltakt　（1965年）
- 『太陽のならず者』　Le Soleil des voyous　（1967年）
- 『恋人泥棒』　A Fine Pair　（1969年）